# Balsalazide
Le balsalazide est un médicament utilisé dans le traitement de la rectocolite hémorragique et la maladie de Crohn.

## Mode d'action
Le balsalazide passe sans modification dans l'estomac et l'intestin grêle et libère de la mésalazine (5-ASA) lorsqu'il atteint le gros intestin, qui est touché par la rectocolite hémorragique.

## Usage médical
La balsalazide est un médicament utilisé pour traiter la rectocolite hémorragique et la maladie de Crohn,. Dans la rectocolite, il est utilisé pour les maladies légères à modérées et généralement seulement pendant 12 semaines maximum. Le médicament se prend par voie orale.

## Effets secondaires
Les effets secondaires de ce médicament comprennent des maux de tête, des nausées, des maux d'estomac, de la diarrhée, des douleurs articulaires ou des infections respiratoires. D'autres effets secondaires peuvent inclure des troubles sanguins, des calculs biliaires ou un syndrome de type lupique. La sécurité pendant la grossesse de ce médicament n'est pas claire. Une alternative peut être nécessaire pour les personnes souffrant d'asthme, de problèmes rénaux ou hépatiques.

## Histoire
Le médicament  a été fabriqué pour la première fois dans les années 1980 et approuvé pour un usage médical au Royaume-Uni en 1997. Il est disponible sous forme de médicament générique. Au Royaume-Uni, un mois d'approvisionnement à la dose d'entretien coûte au NHS environ 30 livres sterling à partir de 2021. Aux États-Unis, ce montant coûte environ 74 dollars américains.